# Anișoara Sorohan
Anișoara Sorohan (Târgu Frumos 9 februari 1963) is een Roemeens voormalig roeister.
Sorohan won in 1984 de gouden medaille in de dubbel-vier-met-stuurvrouw. Na de spelen verdween bij deze boot de stuurvrouw. Sorohan won op de wereldkampioenschappen een zilveren en een bronzen medaille. Sorohan sloot haar carrière af met olympisch brons in Seoel.

## Resultaten

### Olympische Zomerspelen
| Jaar | Plaats      | Resultaten                       |
| ---- | ----------- | -------------------------------- |
| 1984 | Los Angeles | in de dubbel-vier-met-stuurvrouw |
| 1988 | Seoel       | in de dubbel-vier                |

### Wereldkampioenschappen roeien
| Jaar | Plaats     | Resultaten           |
| ---- | ---------- | -------------------- |
| 1983 | Duisburg   | 5e in de acht        |
| 1985 | Hazewinkel | in de dubbel-vier    |
| 1986 | Nottingham | in de dubbel-vier    |
| 1987 | Kopenhagen | 4e in de dubbel-vier |

1976: Anke Borchmann & Jutta Lau & Viola Poley & Roswietha Zobelt & Liane Weigelt ·
1980: Sybille Reinhardt & Jutta Ploch & Jutta Lau & Roswietha Zobelt & Liane Buhr·
1984: Maricica Țăran & Anișoara Sorohan & Ioana Badea & Sofia Corban & Ecaterina Oancia